# Période fatimide de l'Égypte
La période fatimide de l'Égypte s'étend de 969 à 1171. En raison de la faiblesse de l'État abbasside, les Fatimides peuvent réaliser leurs ambitions de s'emparer de l'Égypte en juin 969. L'arrivée au pouvoir d'al-Muʿizz li-Dīn Allāh marque un tournant historique pour la dynastie : après plusieurs tentatives d'invasion par les précédents califes, Al-Mu'izz parvient à conquérir le pays à l'aide de son général, Jawhar al-Siqilli. Sous cette dynastie, l'Égypte va connaître d'importantes évolutions, à la fois culturelles et politiques.

## Histoire

### La conquête
Le calife fatimide al-Mu'izz, après avoir imposé son autorité sur la Tunisie, l’Algérie, une partie du Maroc et la Sicile, lance le général Jawhar al-Siqilli à la conquête de l’Égypte à la faveur d’une crise économique. Jawhar, à la tête de plus de 100 000 cavaliers, emporte un immense trésor qu’il doit distribuer aux Égyptiens. Il entre en Égypte sans coups férir et est vainqueur au pied des pyramides.
En 971, la capitale des Fatimides est transférée au Caire (al-Qâhira, la Victorieuse), ville construite par Jawhar al-Siqilli au nord de Fostat. Leur but reste l’établissement du chiisme dans le monde musulman par l’élimination du Califat abbasside de Bagdad. Quoique chiites, les Bouyides ne reconnaissent pas leurs prétentions. Une véritable armée de missionnaires dirigés par un dâ’î al-du’ât est envoyée dans le monde abbasside pour convaincre les sunnites et rallier les chiites. En Égypte, les Fatimides oscillent entre tolérance et persécution contre les sunnites. Les chrétiens et les juifs participent à la vie économique du pays. Devant composer avec une population n'adhérant pas à la religion de la dynastie, les Fatimides incorporent au sein de leur appareil d'Etat des personnes de toute religion : sunnites, juifs, chiites duodécimains, chrétiens, qui accèdent parfois à de hautes fonctions.

### Les premiers califes
Le calife al-Mu'izz s’installe en Égypte à partir de 973. Selon l’historien égyptien Ahmad al-Maqrîzî du XIVe siècle, il est « savant, magnifique, généreux, de belles mœurs, juste pour ses sujets et passionné d’astronomie ». À partir du règne d'al-Aziz, les Fatimides introduisent dans leur armée, composée jusqu’alors de Berbères et d’esclaves européens, des régiments de Mamelouks, des Daylamites et des Noirs.

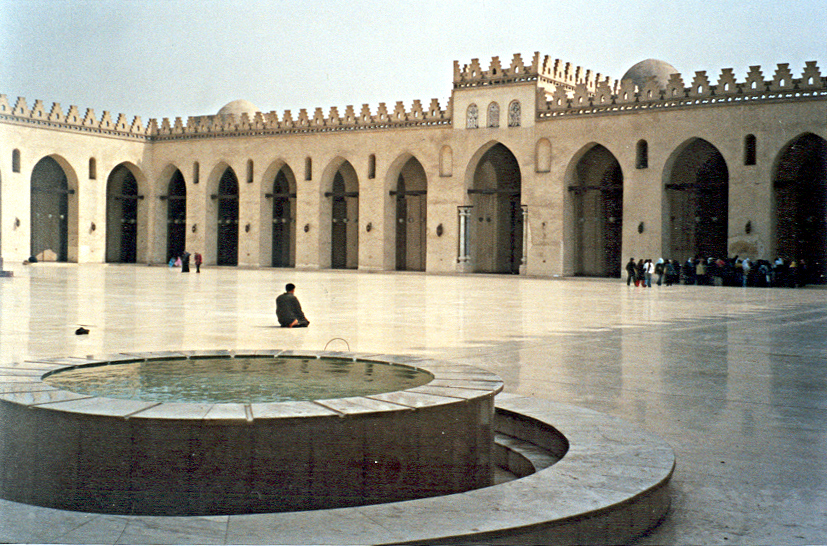
La mosquée d'al-Hakim au Caire

Le calife al-Hakim veut imposer ses croyances ismaïliennes à ses sujets sunnites. Il persécute les chrétiens. Les Coptes sont massacrés, les vignes arrachées, la vertu des femmes musulmanes contrôlée, les fêtes, la musique, le jeu d’échecs sont interdits, comme les promenades sentimentales sur le Nil… Pour être distingués des musulmans, les juifs doivent porter une clochette et les chrétiens une croix très lourde autour du cou. En 1017, il proclame sa divinité. L'année suivante, il se retire momentanément de la vie publique et abandonne le prosélytisme. Il disparait mystérieusement le 13 février 1021, assassiné, pense-t-on, par des membres de son gouvernement à l'instigation de sa sœur Sitt al-Mulk, qui devient régente de son successeur Zahir. L'étude de son règne est rendue difficile car Al-Hakim est très mal dépeint dans les sources sunnites, trop négatives pour être entièrement vraies selon P.K. Hitti.

### Famines et troubles
Des troubles consécutifs à la famine, due à d’insuffisantes crues du Nil, éclatent en 1024-1025. Les pèlerins qui se rendent à La Mecque sont dépouillés. Dans l’armée, les esclaves noirs se révoltent. Le jour de la fête du sacrifice, ils pénètrent dans le palais et dévorent les victuailles prévues par le calife pour ses hôtes. Plus de mille esclaves se rassemblent et pillent le pays. Le calife fait donner l’ordre de tuer tout esclave noir qui tenterait d’agresser un Égyptien. Les gens s’arment et de véritables batailles ont lieu. Les esclaves pris ont la tête tranchée. Les grands dignitaires du pays doivent se cloîtrer dans leurs maisons, car les esclaves noirs veulent les massacrer pour se venger.
La peste ravage l'Égypte en 1036. Le calife Zahir lui-même en meurt. Les premières années du règne de Mustansir, les crues du Nil ne sont ni trop hautes ni trop basses et la prospérité revient. Mustansir, alors âgé de six ans, règne d’abord sous la régence de sa mère dans un contexte de crise financière aiguë. Sous son long règne, l’Égypte chiite sombre dans les divisions religieuses et les querelles de palais qu’entretiennent l’action anarchique de l’armée surtout composée d’étrangers, Turcs, Berbères et Arméniens. Le califat se maintient au prix de l’abandon du pouvoir à de puissants vizirs (1074).
Pendant les premières années du règne de Al-Mustansir Billah, les crues du Nil ne sont ni trop hautes ni trop basses et l’Égypte connaît de nouveau la prospérité. Puis la disette due à des crues insuffisantes revient en 1054-1055, engendrant de nouveaux troubles. Le califat est ensuite en proie à des désordres gouvernementaux : vingt-deux vizirs se succèdent de 1062 à 1066, des heurts violents éclatent en 1065 entre soldats soudanais et mamelouks d’origine turque. La mère du calife, elle-même une esclave noire, favorise ses compatriotes qui atteignent au Caire le nombre de 50 000. Les mercenaires turcs en prennent ombrage et les Soudanais, qui restent minoritaires dans l’armée, doivent quitter la ville et se réfugier dans le delta où ils se mettent à vivre de brigandage.
Sur ce fond de rébellion, une terrible famine s’abat sur la vallée du Nil, et la population en est parfois réduite à manger de la chair humaine. Les troubles durent jusqu'en 1072, et les riches s'expatrient vers la Syrie ou la Mésopotamie.

### Le règne des vizirs
En 1074, le calife Al-Mustansir Billah nomme vizir le général arménien Badr al-Djamali, commandant des troupes de Syrie, et lui donne pleins pouvoirs pour rétablir l’ordre et assainir les finances. Sa stricte politique intérieure permet de consolider le régime fatimide. Il soumet les mercenaires séditieux, aussi bien soudanais que turcs. Une bonne partie des chefs militaires est exécutée au cours d’un banquet et plus de cinquante mille fauteurs de troubles sont vendus comme esclaves. À partir de cette époque, les vizirs assurent la plupart des fonctions d’autorité et de gouvernement.
Le chiite persan Hassan ibn al-Sabbah, devant l’avancée des sunnites en Iran, décide de s’installer en Égypte en 1071. Il rejoint au Caire de nombreux religieux qui souhaitent réformer le califat chiite et se venger des Saljûqides sunnites. Nizar ben al-Mustansir, le fils aîné du calife fatimide prend la tête du mouvement. En 1090, Hassan ibn al-Sabbah prend parti pour celui qui serait, selon les nizârites, l’héritier légitime Nizar écarté du pouvoir par le vizir Badr al-Djamali. Il repart pour la Perse où il prend la forteresse d’Alamut, près de Qazvin, pour préparer la reconquête chiite. À la mort du calife Al-Mustansir en 1094, Nizar ben al-Mustansir et ses partisans sont écrasés par le vizir al-Afdhal. Le très jeune frère cadet de Nizâr, Al-Musta'li, est nommé calife. Al-Afdhal détient le pouvoir comme régent jusqu’en 1121.
En avril 1097, lors de la première croisade, le vizir Al-Afdal Shâhânshâh (« le Meilleur ») reçoit les envoyés d’Alexis Ier Comnène qui lui annonce l’arrivée des chevaliers francs à Constantinople et leur offensive en Asie Mineure. Il transmet à l’empereur ses vœux de succès. Il le félicite après la chute de Nicée (16 mai) et envoie aux Francs une délégation pour leur proposer une alliance contre les Saljûqides lors du siège d’Antioche en octobre. Il leur propose le partage de la Syrie. Les Francs restent évasifs. En 1098 les Fatimides vainquent les Turcs et s'emparent de Jérusalem. En 1099, les premiers Croisés chassent les Fatimides de Jérusalem.
Le vizir Al-Afdal Shâhânshâh est assassiné en 1121 dans les rues du Caire sur l’ordre du calife Al-Amir. Al-Amir est assassiné à son tour en 1154. Le général Talaï Ibn Rouzzik prend le pouvoir, mais sera lui aussi assassiné en 1160. La même année, les vizirs fatimides versent un tribut aux Francs pour qu’ils s’abstiennent d’intervenir dans leurs affaires.
En décembre 1162, le vizir Shawar s’empare du pouvoir au Caire. Sur les quinze dirigeants qui l’ont précédé, quatorze sont morts de mort violente, pendus, décapités, poignardés, crucifiés, empoisonnés ou lynchés par la foule. L’un a été tué par son fils adoptif, l’autre par son propre père. Dès son accession au pouvoir, Shawar fait massacrer son prédécesseur et toute sa famille, et s’approprie leurs biens. L'été suivant, Shawar est renversé par un de ses lieutenants, Dirgham. Il quitte l’Égypte pour se réfugier en Syrie où il cherche à obtenir le soutien du Zengide Nur ad-Din pour reprendre le pouvoir, lui promettant de rembourser les frais de l’expédition, de reconnaître sa suzeraineté sur l’Égypte et de lui verser le tiers des recettes annuelles de l’État.

### La chute
Le croisé Amaury Ier profite de la confusion qui règne en Égypte pour l’envahir, prétextant que le tribut convenu de 60 000 dinars n’a pas été payé à temps. Il met le siège devant Bilbeis dans le delta en septembre 1163. La crue du Nil, avec la rupture de quelques digues, encercle les assiégeants, qui ont juste le temps de regagner la Palestine.
Nur ad-Din, après quelques hésitations, autorise l’envoi d’un corps expéditionnaire syrien en Égypte, dirigé par le général Kurde Shirkuh, son homme de confiance. Il part vers l’Égypte en avril 1164 pour rétablir le vizir Shawar. En juillet, une expédition franque assiège Shirkuh et son neveu Saladin dans Bilbéis. Au même moment Nur ad-Din fait prisonnier les comtes d’Antioche et de Tripoli, prend Harim et Panyas : en octobre, Amaury de Jérusalem se retire d’Égypte, n’ayant obtenu que le retrait provisoire de Shirkuh.
Shirkuh revient en Égypte en 1167. Amaury, appelé par les Égyptiens, assiège Saladin dans Alexandrie et le force en août à évacuer l’Égypte, désormais tributaire des Francs qui occupent le Caire. En octobre 1168, une nouvelle intervention d'Amaury Ier en Égypte provoque l’intervention décisive de Shirkuh et de son neveu Saladin. Une intervention franco-byzantine, mal coordonnée, ne parvient pas à leur prendre Damiette. Le 22 décembre 1168, le Caire est incendié devant l'avance des Croisés.
Amaury, impressionné par la détermination des Cairotes et craignant d’être pris à revers par les Syriens, quitte l’Égypte le 2 janvier 1169. Six jours plus tard, Chirkouh est accueilli au Caire en libérateur. Attiré dans une embuscade, le vizir Shawar est assassiné le 18 janvier des propres mains de Saladin avec l’approbation du calife. Chirkouh le remplace, mais meurt le 23 mars à la suite d’un repas trop copieux. Le calife fatimide al-Adid nomme alors Saladin vizir. Celui-ci s’impose en quelques semaines. Il élimine les fonctionnaires fatimides douteux pour les remplacer par ses proches, écrase une révolte au sein des troupes égyptiennes et repousse en octobre une ultime invasion franque d’Amaury contre Damiette, malgré le soutien de la flotte byzantine.
À l'été 1171, Nur ad-Din exige de Saladin qu’il abolisse le califat fatimide. Celui-ci, qui craint de s’aliéner la population chiite et les dignitaires fatimides, se montre réticent. Il tient d’ailleurs son pouvoir du calife al-Adid. En août, Nur al-Din se montre plus pressant. Le 10 septembre, un habitant de Mossoul, en visite au Caire, entre dans une mosquée et fait la prière au nom du calife abbasside, sans provoquer la réaction de la population. Le vendredi suivant, ordre est donné de ne plus mentionner les Fatimides dans les prières. Saladin fait lire au Caire la « khutba » abbasside. Al-Adid meurt peu de temps après sans avoir appris la fin de sa dynastie. Saladin détrône définitivement les Fatimides et restaure en Égypte la légitimité des abbassides et le rite sunnite. Il se proclame sultan et fonde la dynastie ayyubide, au moment même où le calife de Bagdad accorde à Nur al-Din l’investiture de la Syrie et de l’Égypte.

## Économie & société
L’Égypte Fatimide connaît un essor commercial remarquable, déjà amorcé sous les Toulounides et les Ikhchidides. Les productions abondantes et variées, alimentaires et industrielles, permettent l’exportation. Les différents secteurs de l’artisanat se développent et un réseau de relations commerciales unit l’Égypte à l’Inde, à la Sicile, à l’Espagne et aux villes maritimes d’Italie, Pise, Amalfi. Le Soudan procure beaucoup d’or et d’esclaves. Alexandrie devient un des plus grands ports de la Méditerranée.
Le Caire atteint 500 000 habitants au IXe et Xe siècles. L’Égypte fatimide compte sept millions d’habitants à la fin du Xe siècle.

## Culture

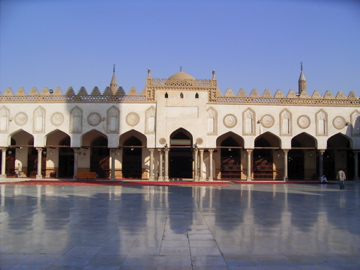
L'université al-Azhar.

Le calife al-Aziz fonde au Caire en 988 une des premières universités du monde dans la mosquée Al-Azhar. Trente-cinq docteurs de la Loi y résident, appointés par le calife, et donnent des cours chaque vendredi après la prière. Une bibliothèque de dix-huit mille volumes est constituée.
En 1005, le calife al-Hakim fait construire au Caire une Maison des Sciences pour y installer des jurisconsultes, des astronomes, des grammairiens et des médecins. Il la dote d’une bibliothèque ouverte au public.
Alhazen, (Ibn al Haitham), mathématicien, philosophe et médecin (965-1039), est l'auteur d’un traité d’optique où il étudie les phénomènes de réflexion et de réfraction. Il est le premier à avancer l’idée que les corps célestes émettent leur propre chaleur.

## Dirigeants
Durant cette période, l'Égypte est gouvernée par un commandant et onze califes :
- 969 à 973 : le commandant Jawhar al-Siqilli ;
- 973-975 : Al-Muizz li-Dîn Allah ;
- 975-996 : Abu Mansur Nizar al-Aziz Billah ;
- 996-1021 : Al-Hakim bi-Amr Allah ;
- 1021-1035 : Ali az-Zahir ;
- 1035-1094 : Al-Mustansir Billah ;
- 1094-1101 : Al-Musta'li contesté par Nizâr en début de règne ;
- 1101-1130 : Mansur al-Amir Bi-Ahkamillah ;
- 1130-1149 : Al-Hafiz ;
- 1149-1154 : Az-Zafir ;
- 1154-1160 : Al-Faiz ;
- 1160-1171 : Al-Adid.

À la mort du dernier calife, Salah al-Din prend le pouvoir en Égypte et règne à la tête de la dynastie des Ayyoubides.